# فرانکلی قازاریان
فرانکی قازاریان (انگلیسی: Frankie Kazarian؛ زادهٔ ۴ اوت ۱۹۷۷) کشتی‌گیر کشتی حرفه‌ای ارمنی‌تبار اهل ایالات متحده آمریکا است.

## نگارخانه

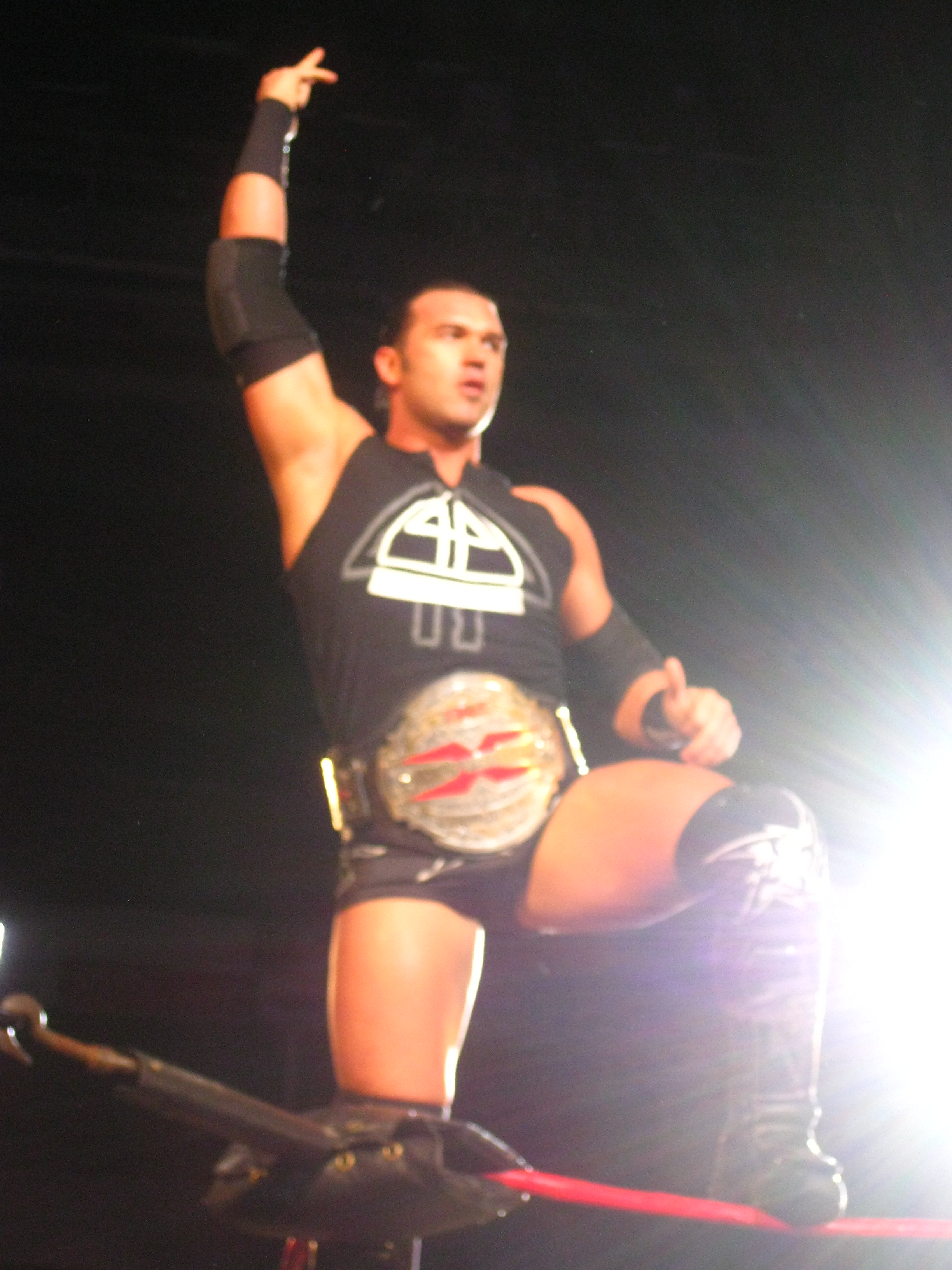